# Райс (округ, Міннесота)
Шаблон:StateAbbr_ 44°22′ пн. ш. 93°18′ зх. д. / 44.36° пн. ш. 93.3° зх. д.
Округ  Райс (англ. Rice County) — округ (графство) у штаті  Міннесота, США. Ідентифікатор округу 27131.

## Історія
Округ утворений 1853 року.

## Демографія
За даними перепису 
2000 року 
загальне населення округу становило 56665 осіб, зокрема міського населення було 38968, а сільського — 17697.
Серед мешканців округу чоловіків було 28583, а жінок — 28082. В окрузі було 18888 домогосподарств, 13347 родин, які мешкали в 20061 будинках.
Середній розмір родини становив 3,14.
Віковий розподіл населення поданий у таблиці:
| Стать    | До 15 років | 15-21 | 22-29 | 30-39 | 40-49 | 50-65 | 65-85 | Понад 85 |
| -------- | ----------- | ----- | ----- | ----- | ----- | ----- | ----- | -------- |
| Чоловіки | 5980        | 4589  | 2975  | 4178  | 4325  | 3838  | 2412  | 286      |
| Жінки    | 5665        | 4571  | 2560  | 3693  | 4024  | 3792  | 3062  | 715      |

## Суміжні округи
- Дакота — північний схід
- Гудг'ю — схід
- Додж — південний схід
- Стіл — південь
- Восека — південний захід
- Ле-Сюер — захід
- Скотт — північний захід

## Виноски
1. ↑  US Decennial Census. US Census Bureau. Архів оригіналу за 26 квітня 2015. Процитовано 24 жовтня 2014.
2. ↑  Historical Census Browser. University of Virginia Library. Архів оригіналу за 11 серпня 2012. Процитовано 24 жовтня 2014.
3. ↑  Population of Counties by Decennial Census: 1900 to 1990. US Census Bureau. Процитовано 24 жовтня 2014.
4. ↑  Census 2000 PHC-T-4. Ranking Tables for Counties: 1990 and 2000 (PDF). US Census Bureau. Процитовано 24 жовтня 2014.
5. ↑  State & County QuickFacts. United States Census Bureau. Архів оригіналу за 7 червня 2011. Процитовано 1 вересня 2013.(англ.) Наведено за англійською вікіпедією.
6. ↑  American FactFinder. Бюро перепису населення США. Архів оригіналу за 26 лютого 2012. Процитовано 31 січня 2008.

| США | Це незавершена стаття з географії США. Ви можете допомогти проєкту, виправивши або дописавши її. |